# 山坡东站
山坡东站，位于中华人民共和国湖北省武汉市江夏区山坡乡，是武咸城际铁路上的火车站，于2014年1月8日启用营运，由中国铁路武汉局集团管辖。

## 歷史
- 2014年1月8日通车启用[2]。

## 車站周邊
- 武汉农村商业银行山坡支行
- 中国电信山坡营业厅
- 江夏区建新中学

## 外部連結
- 中国铁路客户服务中心 （页面存档备份，存于）